# Monako na Letnich Igrzyskach Olimpijskich 2020
Monako na Letnich Igrzyskach Olimpijskich 2020 w Tokio reprezentowało sześciu zawodników. Był to 21. start reprezentacji Monako na letnich igrzyskach olimpijskich.

## Skład reprezentacji

### Judo
| Zawodnik     | Konkurencja | 1/16                | 1/8                 | Ćwierćfinał         | Półfinał            | Repasaże            | Finał / 3.miejsce   | Finał / 3.miejsce | Źródła |
| Zawodnik     | Konkurencja | Przeciwniczka Wynik | Przeciwniczka Wynik | Przeciwniczka Wynik | Przeciwniczka Wynik | Przeciwniczka Wynik | Przeciwniczka Wynik | Pozycja           | Źródła |
| ------------ | ----------- | ------------------- | ------------------- | ------------------- | ------------------- | ------------------- | ------------------- | ----------------- | ------ |
| Cédric Bessi | -73 kg (m)  | Diallo W 10-00      | Tsogtbaatar P 00-11 | NQ                  | NQ                  | NQ                  | NQ                  | 9.                | [ 1 ]  |

### Lekkoatletyka
| Zawodnik         | Konkurencja | Eliminacje | Eliminacje | Runda 1 | Runda 1 | Półfinał | Półfinał | Finał | Finał   | Źródło |
| Zawodnik         | Konkurencja | Wynik      | Miejsce    | Wynik   | Miejsce | Wynik    | Miejsce  | Wynik | Miejsce | Źródło |
| ---------------- | ----------- | ---------- | ---------- | ------- | ------- | -------- | -------- | ----- | ------- | ------ |
| Charlotte Afriat | 100 m (k)   | 12,35      | 5.         | NQ      | NQ      | NQ       | NQ       | NQ    | NQ      | [ 2 ]  |

### Pływanie
| Zawodnik        | Konkurencja          | Eliminacje | Eliminacje | Półfinał | Półfinał | Finał | Finał   | Źródło            |
| Zawodnik        | Konkurencja          | Czas       | Miejsce    | Czas     | Miejsce  | Czas  | Miejsce | Źródło            |
| --------------- | -------------------- | ---------- | ---------- | -------- | -------- | ----- | ------- | ----------------- |
| Théo Druenne    | 1500 m dowolnym (m)  | 16:17,20   | 28.        | N/A      | N/A      | NQ    | NQ      | [ 3 ] [ 4 ]       |
| Claudia Verdino | 100 m klasycznym (k) | DSQ        | DSQ        | NQ       | NQ       | NQ    | NQ      | [ 5 ] [ 6 ] [ 7 ] |

### Tenis stołowy
| Zawodnik     | Konkurencja        | Eliminacje       | Runda 1          | Runda 2          | Runda 3           | 1/8 finału       | Ćwierćfinały     | Półfinały        | Finał            | Finał   | Źródło |
| Zawodnik     | Konkurencja        | Przeciwnik Wynik | Przeciwnik Wynik | Przeciwnik Wynik | Przeciwnik Wynik  | Przeciwnik Wynik | Przeciwnik Wynik | Przeciwnik Wynik | Przeciwnik Wynik | Pozycja | Źródło |
| ------------ | ------------------ | ---------------- | ---------------- | ---------------- | ----------------- | ---------------- | ---------------- | ---------------- | ---------------- | ------- | ------ |
| Xiaoxin Yang | gra pojedyncza (k) | N/A              | N/A              | Trifonowa W 4-1  | Sun Yingsha P 0-4 | NQ               | NQ               | NQ               | NQ               | 17.     | [ 8 ]  |

### Wioślarstwo
| Zawodnik           | Konkurencja | Eliminacje | Eliminacje | Repasaż | Repasaż | Ćwierćfinały | Ćwierćfinały | Półfinały            | Półfinały | Finał           | Finał | Miejsce | Źródło |
| Zawodnik           | Konkurencja | Czas       | M.         | Czas    | M.      | Czas         | M.           | Czas                 | M.        | Czas            | M.    | Miejsce | Źródło |
| ------------------ | ----------- | ---------- | ---------- | ------- | ------- | ------------ | ------------ | -------------------- | --------- | --------------- | ----- | ------- | ------ |
| Quentin Antognelli | M1x         | 7:10,52    | 4.         | 7:34,14 | 1.      | 7:29,99      | 4.           | 7:06,03 Półfinał C/D | 2.        | 7:01,85 Finał C | 3.    | 15.     | [ 9 ]  |